# Эффект Даннинга — Крюгера

Кривая Даннинга — Крюгера
(график носит иллюстративный характер)

Эффект Да́ннинга — Крю́гера — гипотетический эффект, когда люди с низкой компетентностью в какой-либо теме склонны считать себя знатоками этой темы, при этом делая ошибочные выводы и принимая неудачные решения, но не осознавая своих ошибок из-за нехватки знаний и умений. Другими словами, некомпетентность мешает правильно понимать пределы своей компетенции и приводит к завышенному представлению о своих способностях (особенно в незнакомых областях знаний и впервые совершаемых действиях).
Согласно гипотезе, высококвалифицированные люди, наоборот, склонны занижать оценку своих способностей и страдать от недостаточной уверенности в своих силах, считая других более компетентными. Таким образом, менее компетентные люди в целом имеют более высокое мнение о собственных способностях, чем это свойственно людям компетентным (которые к тому же склонны предполагать, что окружающие оценивают их способности так же низко, как и они сами). Также обладатели высокого уровня квалификации ошибочно полагают, что задачи, лёгкие для них, так же легки и для других людей (см. проклятие знания).
Формулировка и обоснование эффекта приписываются американским социальным психологам Джастину Крюгеру и Дэвиду Даннингу, выдвинувшим в 1999 году гипотезу о его существовании. В научном сообществе нет консенсуса относительно того, насколько в действительности силён эффект, каковы его последствия, и насколько верно предложенное изначально психологическое объяснение. Современные работы показывают, что полученные Даннингом и Крюгером результаты могут объясняться исключительно статистическим эффектом.

## Гипотеза и экспериментальная проверка
Гипотеза о существовании подобного феномена была выдвинута в 1999 году Джастином Крюгером и Дэвидом Даннингом, которые при этом ссылались на высказывания Чарльза Дарвина и Бертрана Рассела:

Уверенность чаще порождается невежеством, нежели знанием.
— Чарльз Дарвин

Одно из неприятных свойств нашего времени состоит в том, что те, кто испытывает уверенность, глупы, а те, кто обладает хоть каким-то воображением и пониманием, исполнены сомнений и нерешительности.
— Бертран Рассел
Для проверки выдвинутой гипотезы Крюгер и Даннинг провели серию экспериментов с участием студентов — слушателей курсов по психологии в Корнеллском университете. При этом они исходили из результатов исследований своих предшественников, которые показали, что некомпетентность во многом проистекает из незнания основ той или иной деятельности, будь то понимание прочитанного, управление автомобилем, игра в шахматы, игра в теннис и т. п.
Ими была выдвинута гипотеза, что для людей с низкой квалификацией в любом виде деятельности характерно следующее:
1. они склонны переоценивать собственные умения.
2. они не способны адекватно оценивать действительно высокий уровень умений у других.
3. они не способны осознавать всю глубину своей некомпетентности.
4. после обучения у них появляется способность осознать уровень своей прежней некомпетентности, даже если их истинная компетентность после обучения практически не меняется.

Результаты экспериментов, подтвердивших выдвинутую гипотезу, были опубликованы на английском языке в декабре 1999 года в Журнале психологии личности и социальной психологии.
За это исследование авторам статьи была присуждена Шнобелевская премия по психологии за 2000 год.
Результаты других подобных исследований были представлены в 2003 и 2008 годах.

## Исторические предпосылки
Хотя сам эффект был сформулирован в 1999 году, авторы отмечают схожие наблюдения у философов и учёных:
- Лао-цзы («Знающий не говорит, говорящий не знает»),
- Конфуция («Истинное знание — в том, чтобы знать пределы своего невежества»),
- Сократа («Я знаю, что ничего не знаю, другие и этого не знают»),
- Соломона («Человек рассудительный скрывает знание, а сердце глупых высказывает глупость» — Прит. 12:23),
- Соломона («Всякий благоразумный действует с знанием, а глупый выставляет напоказ глупость» — Прит. 13:17),
- Апостола Павла («Кто думает, что он знает что-нибудь, тот ничего ещё не знает так, как до́лжно знать» — 1Кор. 8:2),
- Михаила Бакунина («…именно лучшие люди бывают менее всего убеждены в своих собственных заслугах; даже если они сознают их, то им обычно претит навязывать себя другим, между тем как дурные и средние люди, всегда собою довольные, не испытывают никакого стеснения в самопрославлении»[7]),

а также в вышеприведённых высказываниях Бертрана Рассела и Чарльза Дарвина.
Гераинт Фуллер (англ. Geraint Fuller) в своём комментарии к статье отметил, что аналогичная мысль высказана в произведении Уильяма Шекспира «Как вам это понравится»:

Дурак думает, что он умён, а умный человек знает, что он глуп.
Оригинальный текст (англ.)The Foole doth thinke he is wise, but the wiseman knowes himselfe to be a Foole. (V.i)

## Понимание эффекта
Специалист подобен флюсу: полнота его одностороння.— Козьма Прутков, «Плоды раздумья» (1854)
Среди людей, знающих об эффекте Даннинга — Крюгера, часто имеет место не вполне верное понимание данного психологического феномена. Первое заблуждение состоит в том, что эффект Даннинга — Крюгера относится только к «некомпетентным» людям. В действительности же описываемое когнитивное искажение присуще каждому человеку. Во-первых, специалист в одной области человеческих знаний является дилетантом в другой области и может не подозревать об этом. Во-вторых, даже в пределах одной конкретной области склонность к переоценке своего уровня свойственна большинству людей, включая людей со средним уровнем компетенции и выше, просто у более компетентных людей ошибка в оценке будет меньше. И лишь самое меньшинство, наиболее компетентные люди, могут недооценивать свой уровень.

Каждый охотник, по-моему, проходит три стадии. Сначала он нервничает и не уверен в себе. Затем, по мере того, как он овладевает основами охоты в кустарниках, становится самоуверенным и считает себя неуязвимым. Позже он познает, что охота в кустах связана с большим риском и что риск — часто следствие глупости. В то время я находился во второй стадии и чуть не погиб при переходе в третью.— Джон Хантер, «Охотник», глава третья (1952 год)

## Критика
В научном сообществе в настоящий момент существует сомнение в корректности данного термина, в первую очередь уместности слова «эффект». Также существование «эффекта», как и его влияние, неоднократно подвергалось сомнению, в том числе ввиду неповторяемости первоначальных результатов, полученных в исследованиях Крюгера и Даннинга, а также из-за противоречия результатам статистического анализа, полученным в более поздних исследованиях. Некоторые исследования показывают, что полученные Даннингом и Крюгером результаты могут объясняться не психологическим, а статистическим явлением — так, при попытке предсказать свою оценку за экзамен вероятность переоценить возможности у студентов, набравших 95 баллов (из 100), ниже по крайней мере за счет того, что для того, чтобы переоценить свой реальный результат, необходимо назвать 96-100 баллов, а для того, чтобы недооценить — любое число в диапазоне от 0 до 94, что соответствует гораздо более широкому интервалу; по той же причине студенты с низким результатам могут быть склонны переоценивать свои возможности. Помимо этого, эмпирическое наблюдение корреляции между ошибкой в предсказании результата и фактическим результатом можно объяснить автокорреляцией: ошибка в предсказании результата рассчитывается как разница фактического и предсказуемого результата, то есть по сути фактический результат скоррелирован сам с собой.